# رافائل سیلوا (بازیکن فوتبال)
رافائل دا سیلوا (پرتغالی: Rafael da Silva؛ زادهٔ ۴ آوریل ۱۹۹۲) بازیکن فوتبال اهل برزیل است.

## باشگاهی
از باشگاه‌هایی که در آن بازی کرده‌است می‌توان به کوریتیبا، لوگانو، آلبیرکس نیگاتا، اوراوا رد دیاموندز و ووهان زال اشاره کرد.